# Listă de torționari ai Securității
Această listă include membri ai Securității condamnați de instanțe pentru acte de tortură sau alte încălcări grave ale drepturilor omului, membri ai Securității reținuți de Parchet sub acuzații de tortură sau alte încălcări grave ale drepturilor omului, precum și membri ai Securității pe numele cărora instituții de stat (ex.CNSAS, IICCMER etc) sau organizații neguvernamentale (ex.AFDPR, organizațiile de revoluționari etc) au depus plângeri penale sprijinite pe mărturii numeroase și dovezi solide, acuzându-i de acte de tortură sau alte încălcări grave ale drepturilor omului.
- Coloman Ambruș
- Sigi Beiner
- Gheorghe Crăciun (colonel)
- Alexandru Drăghici
- Mișu Dulgheru
- Gheorghe Enoiu
- Ion Iosif Ficior
- Alexandru Martinuș [1]
- Aurel Moiș
- Titus Leonida [2][3]
- Iosif Nemeș, director al Penitenciarului Oradea-Mare (1945-1949) [4][5]
- Alexandru Nicolschi
- Mihai Patriciu
- Pafnutie (Nuti) Pătrășcanu, unul dintre cei mai cruzi torționari din Fenomenul Pitești.[6]
- Nicolae Pleșiță
- Mauriciu Ștrul
- Teodor Sârbu [7]
- Nicolae Tilici [7]
- Eugen Țurcanu
- Alexandru Vișinescu
- Ioan Chertiție [8][9][10][11]
- Vasile Cioplan, fostul comandant al lagărului din Sighetul Marmației.[12][13][13]
- Florian Cormoș [14][15][16][17][18][19][20]

- Refic Fizula [21][22]
- Petrache Goiciu, comandant al închisorii de la Galați și mai apoi al celei de la Gherla [23][24]
- Constantin Teodor Istrate, fostul comandant al Penitenciarului Gherla, din anii 1950 [25][26][27][28]
- Nicolae Moromete (Maromet) [29]
- Vidosava Nedici [30]
- Constantin Rautu și Constantin Cimpoiesu [31]
- Iuliu Gheorghe Sebestyen, adjunct în anii 1950 în cadrul Penitenciarul Gherla este unul dintre cei 35 de torționari găsiți în viață de Institutul pentru Investigarea Crimelor Comunismului și Memoria Exilului [32]
- Gheorghe Boștină, general-maior de securitate, fost locțiitor politic, este responsabil de decesul a 100 de deținuți politic [33][34][35][36]
- Marian Petrescu, fost comandant al unor colonii de muncă și penitenciare în timpul regimului comunist, responsabil de aplicarea unui regim de detenție care a dus la decesul a 104 de deținuți politic [33][34]

Pedagogii torționarilor
- Anton Semionovici Makarenko - comuniștii l-au considerat pe Makarenko cel mai mare pedagog, iar torționarii i-au aplicat ideile în închisori și lagăre.[37]

Victime transformate în călăi
- Gheorghe Calciu Dumitreasa, duhovnic [38]
- Ion Bogdănescu [39]